# Jan Kromkamp
Jan Kromkamp, nizozemski nogometaš in trener, * 17. avgust 1980, Makkinga, Nizozemska.
Kromkamp je nekdanji nogometaš, ki je igral na poziciji branilca.